# 1032년

## 연호
- 북송(北宋) 천성(天聖) 10년 / 명도(明道) 원년
- 요(遼) 경복(景福) 2년 / 중희(重熙) 원년
- 일본(日本) 조겐(長元) 5년
- 서하(西夏) 현도(顯道) 원년
- 리 왕조(李朝) 티엔타인(天成) 5년

## 기년
- 북송(北宋) 인종(仁宗) 10년
- 요(遼) 흥종(興宗) 2년
- 고려(高麗) 덕종(德宗) 원년
- 서하(西夏) 이원호(李元昊) 원년
- 리 왕조(李朝) 태종(太宗) 5년

## 사건
- 국자감시(國子監試)를 실시하고, 왕가도를 감수국사(監修國史)로, 황주량을 수국사(修國史)로 삼아 현종 때 시작한 국사편찬사업을 완성하였다.